# Rhön
La Rhön (ou Rhœn) est un massif montagneux d'Allemagne d'altitude moyenne partagé entre l’est du land de la Hesse, le nord de la Bavière et le sud-ouest de la Thuringe. Elle atteint une altitude de 950 mètres à la Wasserkuppe en Hesse et de 928 mètres au Kreuzberg en Bavière.
Le nom Rhön viendrait du celte raino (« vallonné »). Au contraire, pour le spécialiste en onomastique Jürgen Udolph, le nom de la Rhön ne peut être interprété qu'à l'aide de l'apellatif germanique hraun « champ de rochers, terrains pierreux, champs de lave ».
Cette région est renommée pour son thermalisme (Bad Kissingen, Bad Brückenau, Bad Neustadt). Les plus grandes villes de cette région sont Fulda pour la Hesse, Bad Kissingen pour la Bavière, et Meiningen en Thuringe. En hiver, on a la possibilité de faire du sport d'hiver dans la région.
Elle est devenue mondialement célèbre pour la compétition de vol à voile de la Rhön sur la Wasserkuppe.
La Rhön abrite la réserve de biosphère de la Rhön, reconnue par l'UNESCO en 1991.

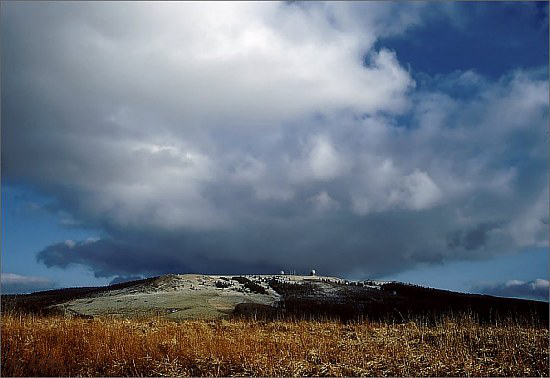
Le sommet Wasserkuppe.
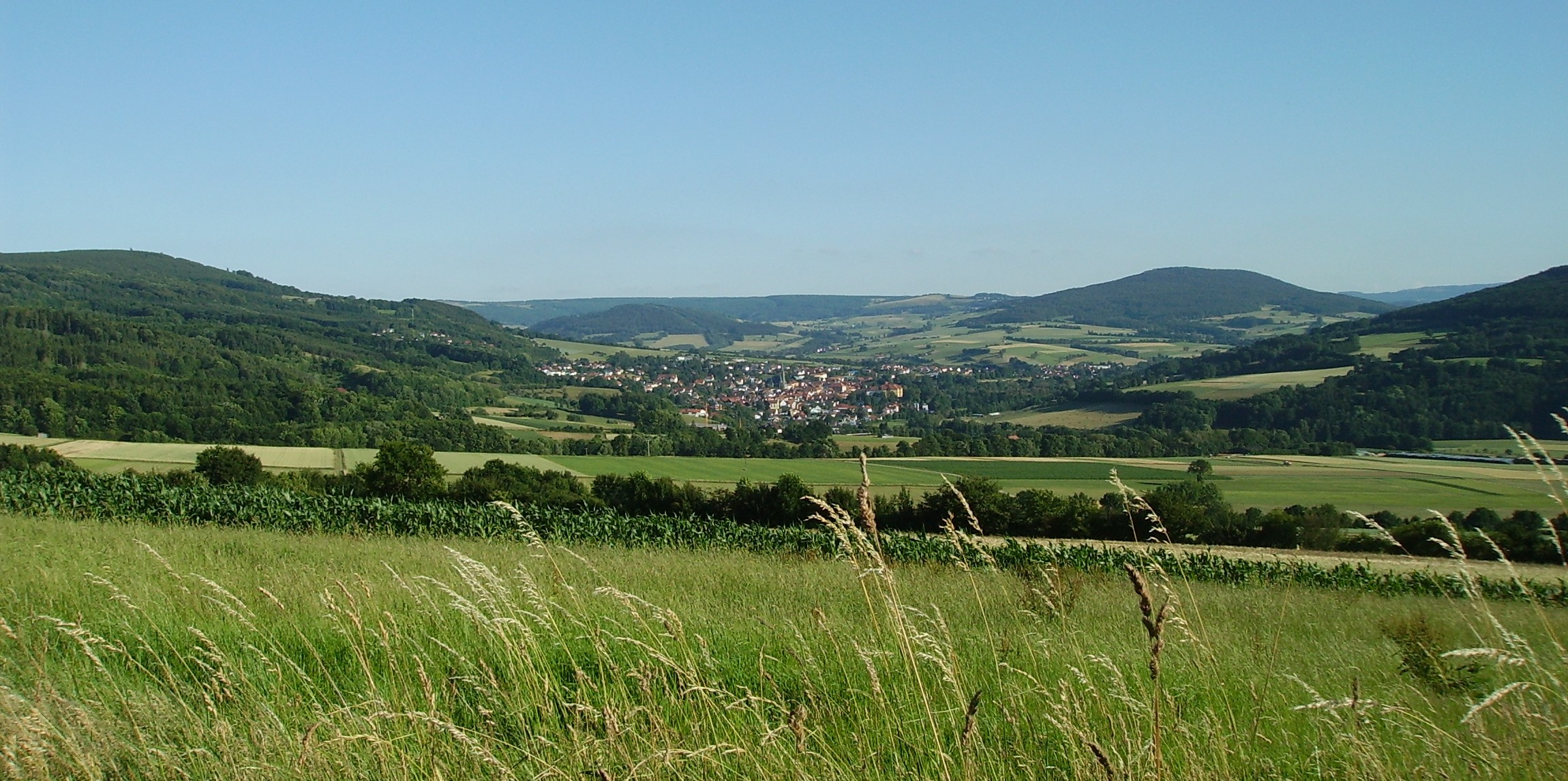
Paysage typique de la Rhön près de Tann.
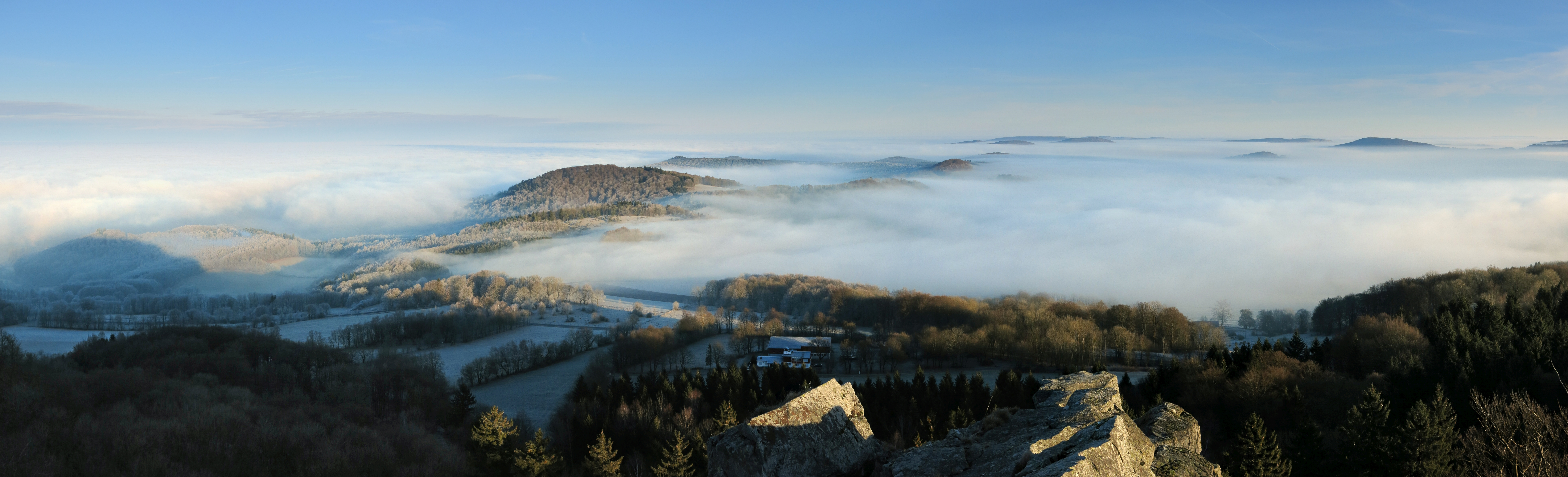
Paysage de la Rhön vu depuis le Milseburg avec une couche d'inversion.
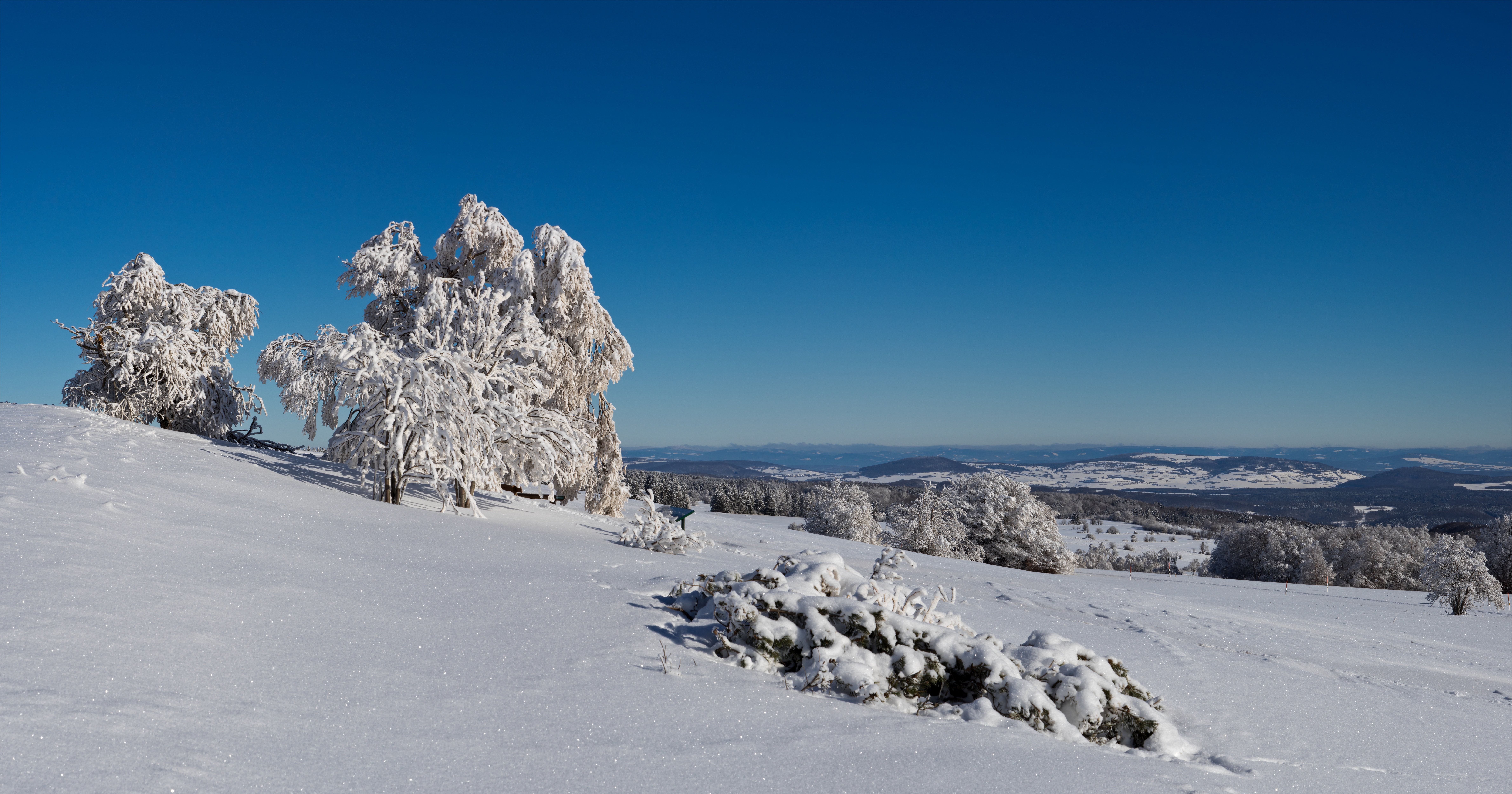
L'hiver dans le Lange Rhön (de), une région de la Rhön ; au loin, la forêt de Thuringe.

Panorama depuis le Kreuzberg sur la Rhön, la commune de Wildflecken et le sommet du Wasserkuppe.

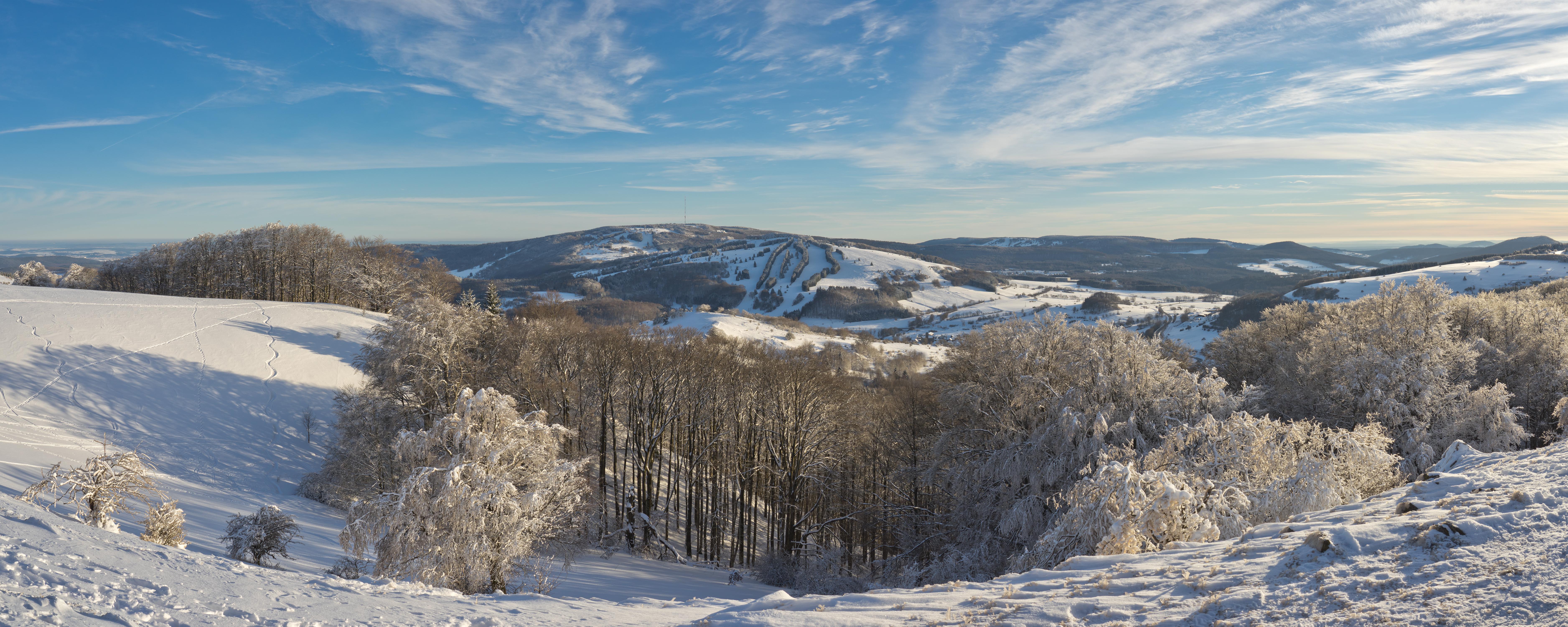
À proximité du Himmeldunkberg en regardant vers le Kreuzberg ; au centre, les pistes de ski de l'Arnsberg.